# Julia Saner
 (juin 2011).
Si vous disposez d'ouvrages ou d'articles de référence ou si vous connaissez des sites web de qualité traitant du thème abordé ici, merci de compléter l'article en donnant les références utiles à sa vérifiabilité et en les liant à la section « Notes et références ».
Julia Saner est un mannequin suisse, née le 19 février 1992.

## Biographie
Elle tente sa chance au concours Elite Model Look Switzerland 2009, qu'elle gagne. Cette victoire lui permet de participer à l'Elite Model Look of the world 2009, qu'elle remporte également.
En 2011, elle fait la publicité de Louis Vuitton, Valentino, Mulberry (en), Karen Millen (en), Max & co et Prabal Gurung (en).
En juillet 2012, elle joue dans le spectacle Titanic Das Musical.